# Гибтнер, Хорст
Хорст Ги́бтнер (нем. Horst Gibtner; 23 августа 1940, Хиршберг — 2 апреля 2006, Берлин) — немецкий политик, член ХДС. Последний министр транспорта ГДР.

## Биография
Хорст Гибтнер родился в Богемии и по окончании средней школы поступил в Дрезденскую высшую школу транспорта. Получил диплом инженера-железнодорожника. В 1964—1968 годах работал инженером по разработке сигнальной техники в Берлине. В 1969—1979 годах Гибтнер работал в отделах развития железных дорог ГДР и министерства транспорта ГДР.
В 1971 году Хорст Гибтнер вступил в ХДС ГДР и в 1979—1981 годах являлся советником по жилищной политике и жилищному хозяйству во Фридрихсхайне. С января 1982 по 1990 год Гибтнер возглавлял отделение ХДС ГДР в Трептове. В 1981—1990 годах Гибтнер вновь служил в министерстве транспорта ГДР в должности главного референта главного управления сигнальной техники.
После выборов в Народную палату 1990 года Гибтнер в апреле 1990 года вошёл в состав правительства Лотара де Мезьера в ранге министра транспорта ГДР. После объединения Германии Гибтнер в 1990 году по земельному списку ХДС был избран в бундестаг 12-го созыва, где в частности занимался подготовкой реформы железных дорог.
С конца 1994 года Гибтнер являлся руководителем отдела оборудования Planungsgesellschaft Bahnbau Deutsche Einheit, дочерней компании Deutsche Bahn, занимавшейся реализацией проектов объединения железных дорог. Вышел на пенсию с 1 сентября 2005 года и умер после продолжительной болезни от рака. Похоронен на Лесном кладбище Обершёневайде в Берлине.